# Казе Форначе (Удине)
Казе Форначе је насеље у Италији у округу Удине, региону Фурланија-Јулијска крајина.
Према процени из 2011. у насељу је живело 95 становника. Насеље се налази на надморској висини од 141 м.